# 안톤 폰 브라반트 공작
안톤 폰 브라반트(Anton von Brabant, 1384년 8월 – 1415년 10월 25일)는 앙투안 드 부르고뉴(Antoine de Bourgogne)라고도 불린 브라반트, 로티에, 랭부르 공작이다.

## 생애
앙투안은 용담공 필리프와 마르그리트 3세 드 플랑드르의 아들로 태어났고 용맹공 장의 형제였다. 그의 종조모 요하나가 자식을 두지 못하고 1406년에 사망하자, 앙투안은 브라반트, 로티에, 로티에 공국을 상속했으며, 발루아 가문 최초의 브라반트 통치자가 되었다.
브라반트 공작은 아쟁쿠르 전투에 뒤늦게 도착했으며, 그는 즉석에서 만들어진 갑옷과 트럼피터의 깃발로 만든 서코트를 입고 열의와 함께 전장에 접근했다. 그는 용감하게 싸웠으나 잉글랜드의 궁수들에게 붙잡히고 말았다. 그는 그의 높은 지위와 몸값의 가치를 몰랐던 헨리 5세의 명령으로 나머지 수감자들과 함께 처형되었다.
처형식은 규모가 훨씬 적었던 잉글랜드군이 한계에 이르렀음에도 불구하고 이뤄졌었으며, 여전히 전투에서 승리하지 못한체 포로들을 지키고있다. 잉글랜드 국왕의 마차 행렬(오직 여성들과 아이들만으로 지키고 있었던)에 대한 습격이 헨리 5세으로 하여금 그의 뒤를 쳤다고 생각하게하여 그러한 결정을 이끌게 했으며, 일부 연대기에서는 공작의 기사도적인면과 비극적 인 마지막 이야기를 더해 브라반트의 뒤늦은 공격이 이 일의 원인으로 삼았다( "Agincourt", J. Barker 2005 참조). 그후 사형 집행은 즉시 중단 됐고 앙투안의 공격은 비참하게 보였다.

## 혼인과 자녀
그는 1402년 2월 21일 아라스에서 왈레랑 3세 드 뤽상부르리니의 딸 잔 드 생폴(Jeanne de St. Pol, 1407년 사망)과 혼인했다. They had two children:
- 장 4세 드 브라반트 (1403년 ~ 1427년)
- 필리프 드 생폴 (1404년 ~ 1430년), 브라반트 공작

그는 1409년 7월 16일 브뤼셀에서 요한 폰 괴를리츠의 딸 룩셈부르크 여공 엘리사베트 폰 괴를리츠와 재혼했다. (November 1390 – 8 August 1451) 그들은 두 명의 자녀를 두었다:
- 기욤(Guillaume, 1410년 6월 2일 – 1410년 7월 10일)
- 이름 미상 (1412)

그는 또한 두 명의 사생녀를 두기도 했다.

## 같이 보기
- 부르고뉴 공작 가계도
- 브라반트 공작 가계도